# Castello di Auchenbreck
Il castello di Auchenbreck è un castello in rovina del XV secolo: si trova sulla penisola di Cowal, nei pressi dello sbocco del glen Glendaruel, a nove chilometri da Tighnabruaich.

## Storia e descrizione
Il castello fu costruito dai Campbells di Auchinbreck, un ramo del Clan Campbell, nel XV secolo ma appare per la prima volta, su una mappa di Timothy Pont, nel tardo XVI secolo. Nel 1703 venne acquistato da John Fullarton, divenuto poi vescovo di Edimburgo: questo rinominò il castello in Greenhall e fu l'ultimo ad abitarlo. La proprietà fu venduta nel 1728, dopo la sua morte, e comprendeva anche un palazzo, forse costruito con le pietre del castello stesso. Nel 1870 la struttura era già descritta in rovina.
Del castello restano pochi resti, ossia una piattaforma rettangolare in pietra e parti di un muro alto circa due metri.